# Girolamo Masini

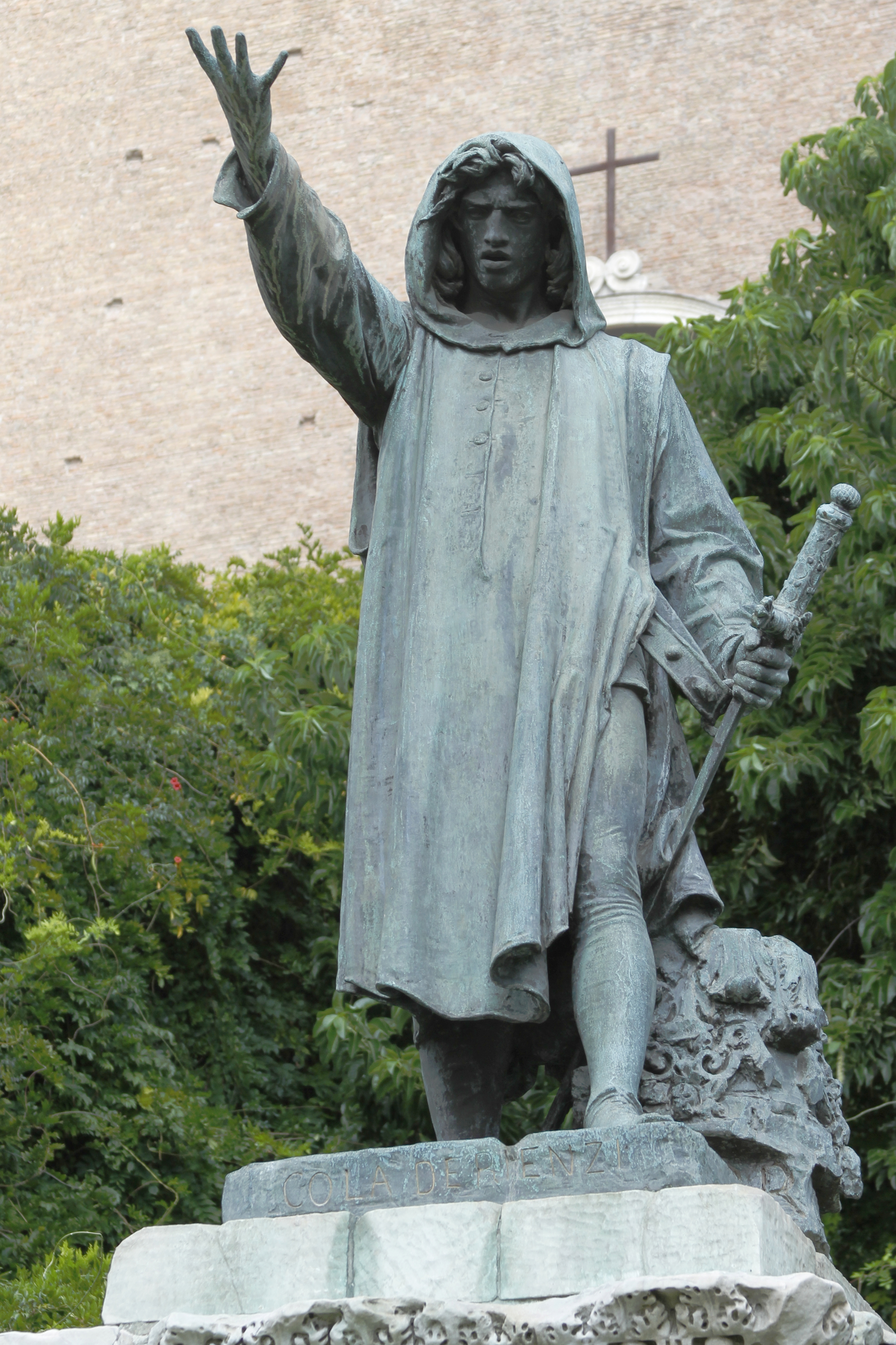
Cola di Rienzos staty.

Girolamo Masini, född 27 december 1840 i Florens, död 21 december 1885 i Florens, var en italiensk skulptör. Han är bland annat känd för att ha utfört bronsstatyn föreställande Cola di Rienzo på Capitoliums sluttning i Rom.